# Giancarlo Bercellino
Giancarlo Bercellino (* 9. října 1941 Gattinara, Italské království) je bývalý italský fotbalový obránce.
Sedm sezon strávil v Juventusu, se kterým vyhrál jeden titul v lize (1966/67) i jeden Italský pohár (1964/65). V roce 1969 odešel do Brescie. V roce 1970 se klub domluvil o přestupu do Lazia, jenže Giancarlo se kvůli různým smluvním a členským problémům, odmítl přestoupit a raději ukončil kariéru.
Za reprezentací odehrál šest utkání. Jedno utkání odehrál na zlatém ME 1968. V národním týmu nastoupil k 6 zápasům.

## Hráčská statistika
| Sezóna  | Klub        | Liga    | Liga   | Liga | Ligové poháry | Ligové poháry | Ligové poháry | Kontinentální poháry | Kontinentální poháry | Kontinentální poháry | Celkem | Celkem |
| Sezóna  | Klub        | Soutěž  | Zápasy | Góly | Soutěž        | Zápasy        | Góly          | Soutěž               | Zápasy               | Góly                 | Zápasy | Góly   |
| ------- | ----------- | ------- | ------ | ---- | ------------- | ------------- | ------------- | -------------------- | -------------------- | -------------------- | ------ | ------ |
| 1960/61 | Alessandria | Serie B | 36     | 2    | IP            | 0             | 0             | -                    | 0                    | 0                    | 36     | 2      |
| 1961/62 | Juventus    | Serie A | 21     | 0    | IP            | 0             | 0             | PMEZ+Stř.P           | 5+6                  | 0                    | 32     | 0      |
| 1963/64 | Juventus    | Serie A | 9      | 0    | IP            | 3             | 0             | Vel.P                | 3                    | 0                    | 15     | 0      |
| 1964/65 | Juventus    | Serie A | 30     | 3    | IP            | 7             | 1             | Vel.P                | 7                    | 1                    | 44     | 5      |
| 1965/66 | Juventus    | Serie A | 23     | 0    | IP            | 0             | 0             | PVP                  | 2                    | 0                    | 25     | 0      |
| 1966/67 | Juventus    | Serie A | 27     | 4    | IP            | 6             | 0             | Vel.P                | 6                    | 0                    | 39     | 4      |
| 1967/68 | Juventus    | Serie A | 24     | 2    | IP            | 0             | 0             | PMEZ                 | 8                    | 1                    | 32     | 3      |
| 1968/69 | Juventus    | Serie A | 20     | 1    | IP            | 2             | 0             | Vel.P                | 2                    | 0                    | 24     | 1      |
| 1969/70 | Brescia     | Serie A | 22     | 0    | IP            | 0             | 0             | Stř.P                | 2                    | 0                    | 24     | 0      |
| Celkem  | Celkem      | Celkem  | 212    | 12   | -             | 20            | 2             | -                    | 41                   | 2                    | 273    | 16     |

## Hráčské úspěchy

### Klubové
- 1× vítěz italské ligy (1966/67)
- 1× vítěz italského poháru (1964/65)

### Reprezentační
- 1× na ME (1968 - zlato)

### Vyznamenání
Bronzová medaile za atletickou statečnost (1967) 

 Stříbrná medaile za atletickou statečnost (1968) 